# Carmen Álvarez Marín
María del Carmen Álvarez Marín (San Fernando, Cádiz, 22 de julio de 1973), más conocida como Carmen Álvarez Marín, es una política española de Izquierda Unida Los Verdes-Convocatoria por Andalucía y alcaldesa del municipio andaluz de Sanlúcar de Barrameda desde 17 de junio de 2023.

## Biografía
Nacida en San Fernando y criada en el barrio Alto de Sanlúcar de Barrameda, es la tercera de cinco hermanos en una familia compuesta por un padre militar y una madre dedicada a las tareas del hogar. Cursó estudios en el colegio Nuestra Señora de la Caridad. Es madre de cinco hijos.
A lo largo de su trayectoria profesional ha trabajado en diversos medios de comunicación, entre ellos la empresa TelePuerto, en El Puerto de Santa María, durante la primera década del siglo xxi. También ha colaborado durante más de veinte años en medios como Sanlúcar Información, Diario de Cádiz y Onda Luz TV.
En 2015 se incorporó a Izquierda Unida, formación con la que accedió por primera vez al Ayuntamiento de Sanlúcar como concejala. En 2022 volvió a asumir ese cargo y, además, fue elegida diputada provincial. El 17 de junio de 2023 fue investida alcaldesa de Sanlúcar de Barrameda, con el respaldo del Partido Socialista Obrero Español. Asimismo, ejerce como coordinadora local de Izquierda Unida, participa en el Sindicato Andaluz de Trabajadores y está vinculada a movimientos sociales centrados en la lucha contra las desigualdades.

## Referencia
1. ↑  «La alcaldesa expresa el orgullo de Sanlúcar para acoger los premios internacionales del flamenco». www.sanlucardebarrameda.es. Consultado el 28 de junio de 2025.
2. ↑  «Nieves Concostrina presenta su libro ‘Acontece que no es poco’ en Sanlúcar de Barrameda». La Esfera de los Libros. 2024. Consultado el 28 de junio de 2025.
3. 1 2 3 4  «Carmen Álvarez. La realizadora de TelePuerto que ha llegado a la alcaldía de Sanlúcar #5.571 – Gente del Puerto». www.gentedelpuerto.com. 26 de junio de 2023. Consultado el 28 de junio de 2025.
4. ↑  Redacción (11 de febrero de 2025). «En el Candelero». Sanlúcar Digital.
5. ↑  Mora Escobar, Victor. «Exigimos el cese de la campaña de acoso a la concejala Carmen Alvarez». Change.org. Consultado el 28 de junio de 2025.
6. ↑  Redacción (17 de junio de 2023). «carmen Álvarez Marín (IU) investida alcaldesa de Sanlúcar». Sanlúcar Digital. Consultado el 28 de junio de 2025.
7. ↑  Romero Vilaseco, Enrique (16 de septiembre de 2023). «La entrevista de la alcaldesa en la radio 1ª Parte». Sanlúcar Digital. Consultado el 28 de junio de 2025.